# Sent Pèr d'Ardet
Sent Pèr d'Ardet (francès Saint-Pé-d'Ardet) és un municipi del departament francès de l'Alta Garona, a la regió d'Occitània.